# 安藤輪子
安藤 輪子（あんどう わこ、1992年6月4日 - ）は、日本の女優。神奈川県出身。空（くう）所属。

## 人物
- 特技はフィギュアスケート
- 同じく女優の樋井明日香とは2015年にマクドナルドのCMで共演する以前から仲が良く、共演できたことの喜びの声をツイートした[2]。以降も樋井の公式インスタグラムなどによく登場している。

## 出演

### 映画
- 悪夢探偵2（2008年12月20日） - 睦美 役[3]
- R100（2013年10月5日） - club BONDAGE所属の嬢王様 役
- メタルカ-METALCA-（2014年5月17日） - 鉄男の娘・サキ 役[4]
- 超能力研究部の3人（2014年12月6日） - 沢部雪子 役[5]
- 悼む人（2015年2月14日） - 若き日の奈儀倖世 役
- 友だちのパパが好き（2015年12月19日） - 吉川マヤ 役[6]
- リバーズ・エッジ（2018年2月16日） - よっちゃん 役[7]
- 哀愁しんでれら（2021年2月5日）
- 劇場版美しい彼（2023年4月7日）
- てっぺんの向こうにあなたがいる（2025年10月31日公開予定）[8]

### テレビドラマ
- 芙蓉の人 〜富士山頂の妻〜 第2話・第3話・第6話（2014年8月2日・16日・9月6日、NHK総合） - 茶屋の娘・つる 役[9]
- ヒガンバナ 女たちの犯罪ファイル（2014年10月24日、日本テレビ） - 小川理美 役
- アイアングランマ 第3回・第4回（2015年1月24日・31日、NHK BSプレミアム）
- 渡る世間は鬼ばかり 2015スペシャル 前篇（2015年2月16日、TBS） - FTトラベルの社員 役
- 赤と黒のゲキジョー 黒い看護婦（2015年2月13日、フジテレビ）
- 100分de名著 荘子（2015年5月6日 - 27日、NHK Eテレ） - OL 役[10]
- 神谷玄次郎捕物控2 最終話（2015年5月22日、NHK BSプレミアム） - おその 役
- デザイナーベイビー（2015年9月22日 - 11月10日、NHK総合）[11]
- ナイトヒーロー NAOTO 第5話（2016年5月14日、テレビ東京） - 吉澤美咲 役[12]
- カルテット 第5話（2017年2月14日、TBS） - 藤川美緒 役[13]
- 連続ドラマW ヒトヤノトゲ～獄の棘～ 第1話・第2話（2017年3月19日・26日、WOWOW） - 志田直子 役
- コウノドリ 第2シリーズ 第1話（2017年10月13日、TBS） - 久松ユリ 役[14]
- NO MOVIE,NO LIFE 第2幕・終幕（2018年2月10日、WOWOW） - 澤谷雄三の部下 役[15]
- 池波正太郎時代劇 光と影 第10話（2018年2月13日、BSジャパン） - 三浦満寿子 役[16]
- この世界の片隅に 最終話（2018年9月16日、TBS） - 節子の実母 役
- サイレント・ヴォイス 行動心理捜査官・楯岡絵麻 第1話（2018年10月6日、BSテレ東） - 三原千種 役
- ストロベリーナイト・サーガ 第2話（2019年4月18日、フジテレビ） - 矢代 役
- 大河ドラマ いだてん〜東京オリムピック噺〜 最終話（2019年12月15日、NHK総合）
- エルピス-希望、あるいは災い- 第9話（2022年12月19日、関西テレビ） - 美容師 役
- きのう何食べた? season2 第5話（2023年11月5日、テレビ東京） - 洋菓子店スタッフ 役
- 連続テレビ小説 虎に翼 第2週 - 最終週（2024年4月8日 - 9月27日、NHK総合） - 中山千春 役[17]
- クジャクのダンス、誰が見た? 第1話（2025年1月24日、TBS）
- 離婚弁護士 スパイダー Season2 〜偽りと裏切り編〜 第4話・第5話（2025年〈予定〉、日本テレビ） - 金井絵里 役[18]

### 舞台
- 水仙の花 narcissus（2015年12月4日 - 13日、三鷹市芸術文化センター）[19]
- 遠野物語・奇ッ怪 其ノ参[20]
  - （2016年10月31日 - 11月20日、世田谷パブリックシアター）
  - （2016年11月23日、りゅーとぴあ 新潟市民芸術文化会館）
  - （2016年11月26日、兵庫県立芸術文化センター）
  - （2016年11月30日、岩手県民会館）
  - （2016年12月3日、イズミティ21）
- 春のめざめ - 友人 役[21]
  - （2017年5月5日 - 23日、KAAT神奈川芸術劇場）
  - （2017年5月27日・28日、ロームシアター京都）
  - （2017年6月4日、北九州芸術劇場）
  - （2017年6月10日・11日、兵庫県立芸術文化センター）
- 作者を探す六人の登場人物（2017年10月26日 - 11月5日、KAAT神奈川芸術劇場） - 継娘 役[22]
- 劇団アンパサンド「歩かなくても棒に当たる」（2024年8月7日 - 11日、新宿シアタートップス）[23][24]

### CM
- ACジャパン 「おとなもほめよう」（2014年）
- 新日邦 パチンコ・コンコルド（静岡ローカル、2014年 - 2020年）
- マクドナルド カーリーポテトフライ 「一人占めしたくなる」篇（2015年1月 - ）
- ほけんの窓口（2015年）
- エウレカ カップル専用 Couples（2015年2月9日 - ）
  - 「申し込み」篇
  - 「Q&A」篇
  - 「アルバム」篇
- 三重県のプロモーション動画「つづきは三重で」第2弾（2016年3月24日 - ）
- 象印 My Bottle どこでもCafe
  - 「星空と焚き火」篇（2017年1月 - ）
  - 「青空とタロット」篇（2017年4月 - ）
- 日本ハム 麦小町「生姜焼き/母のレシピ」篇（2017年5月31日 - ） - ナレーション
- ライクスタッフィング 「若者の仕事」篇（2018年1月21日 - ）

### 配信ドラマ
- ドロップ（2008年7月30日 - 、Softgarage） - とも 役
- Happy! School Days! episode.2　「Hello Goodbye」（2010年3月8日 - 、LISMO Channel）
- ネスレシアター 「昼も夜も」 第六章（2014年 - ）
- エウレカ カップル専用 Couples「ふたりの思い出」篇（2015年2月8日 - ） - 風子 役
- めがだん 第4話 「ウエアラブルめがねくん」（2017年8月12日 - 、GYAO!） - 佐々木亜紀 役
- 渡部大知 初恋の人に会いに行く - 白石（高田）すみれ 役[注 1]
  - 第1話 序（2017年12月15日 - ）
  - 第2話 破（2017年12月20日 - ）
  - 第3話 急（2017年12月20日 - ）
- ライクスタッフィング 保育のしごと「たっちゃん」（2018年1月21日 - ）

### MV
- 浜端ヨウヘイ 「結-yui-」
  - 前編（2014年10月6日 - ）
  - 後編（2014年10月6日 - ）
- TEE 「フォーエヴァー・マイラブ」（2015年2月25日 - ）
- indigo la End
  - 「プレイバック」（2017年6月21日 - ）
  - 「想いきり」（2017年7月11日 - ）